# Championnats du monde de patinage artistique
Les championnats du monde de patinage artistique (ou Mondiaux dans le jargon populaire) sont une compétition annuelle de patinage artistique organisée par l'ISU, dans laquelle les patineurs artistiques de statut éligible (ou amateur) se disputent le titre de champion du monde.
Cette compétition est considérée comme étant le plus prestigieux championnat de l'ISU. Les quatre autres compétitions de patinage artistique considérées comme des « championnats de l'ISU » sont le Quatre continents, les championnats de l'Europe, les championnats du monde juniors et les championnats du monde de patinage synchronisé. Il existe quatre disciplines : patinage individuel, dames ; patinage individuel, hommes ; patinage en couple ; danse sur glace. La compétition a habituellement lieu à la fin mars.

## Histoire
Les premiers championnats sont organisés en 1896, avec quatre concurrents. Ils sont traditionnellement disputés par des hommes, mais lors du championnat de 1902 une femme, la Britannique Madge Syers, s'inscrit en l'absence de clause sur le sexe des participants. Elle obtient la seconde place, et l'année suivante, l'ISU décide de réserver la compétition aux hommes, en prévoyant des championnats féminins et masculins séparés. 
Toutefois, le premier championnat du monde féminin n'est organisé qu'en 1906.
Les championnats du monde de patinage artistique de 2020 qui devaient se tenir à Montréal du 16 au 22 mars 2020 sont annulés le 12 mars à cause de la pandémie de maladie à coronavirus.

## Inscriptions
Les patineurs sont inscrits aux championnats du monde par pays. Le nombre de patineurs ou équipe que chaque pays membre de l'ISU peuvent inscrire dépend du résultat obtenu lors du championnat précédent. Les pays membres peuvent donc inscrire au moins un patineur ou équipe pour chaque discipline et peuvent en inscrire jusqu'à trois.
| Nombre de patineurs au championnat précédent | Place requise pour 3 entrées au prochain championnat | Place requise pour 2 entrées au prochain championnat |
| -------------------------------------------- | ---------------------------------------------------- | ---------------------------------------------------- |
| Deux                                         | Pas en dessous de la 13e                             | Pas en dessous de la 28e                             |
| Un                                           | Pas en dessous de la 2e                              | Pas en dessous de la 10e                             |

Si le pays a trois entrées, les deux meilleurs classements comptent pour le total de points.
À cause d'un grand nombre de participants inscrits aux championnats du monde, des rondes de qualification étaient incluses pour les messieurs et les dames en plus du programme court et du programme libre. Après les championnats du monde de 2006, l'ISU a voté en faveur de l'élimination des rondes de qualification pour les patineurs individuels. Donc après le programme court, les 24 meilleurs patineurs avanceront au programme libre. Chez les couples, ce sont les 20 meilleures équipes qui iront au programme libre. En danse, les 20 premiers couples après la danse rythmique avanceront à la danse libre.